# گنجی شافعی
حافظ فخرالدین ابی عبدالله محمد بن یوسف بن محمد گنجی شافعی (کشته ۶۵۸ هجری) عالم شافعی در اوایل سدهٔ هفتم هجری است. او را «محدث مفید»، «امام حافظ»، «ثقه عدل»، «حافظ قرآن و سنت» یاد کرده‌اند. به‌خاطر ابراز محبت به علی بن ابی‌طالب مورد کینه قرار گرفت. ابن تغری بردی و ابن کثیر او را «رافضی خبیث» خواندند معتقد بودن تقیه میکرده . او از موصل اخراج شد و به دمشق رفت و در سال ۶۵۸ هجری در مسجد اموی دمشق کشته شد. برخی از آثار او عبارتند از: کفایة الطالب فی علی بن ابیطالب و البیان فی أخبار صاحب الزمان